# نقود (تنقيط)
| نِقُّود                                            |                     |
| ְ، ֱ، ֲ، ֳ، ִ، ֵ، ֶ ַ، ָ، ֹ، ֻ، ּ، ֿ، ׁ، ׂ                     |                     |
| شكلات أخرى                                      | طعميم، جرش وجرشييم. |
| مثال                                            |                     |
|                                                 |                     |
| الحروف بالأسود، النِّقُّود بالأحمر والطعميم الأزرق. |                     |

النِقُّود (נִקּוּד \ נִיקּוּד؛ נְקֻדּוֹת) هو نظام تنقيط للأحرف العبرية يجمع بين وظائف الحركات والنقاط في نظام كتابة العربية.